# Selhurst Park
El Selhurst Park es un estadio de fútbol, ubicado en el Municipio de Croydon, en Londres, Inglaterra. Es la actual sede de los partidos locales del club Crystal Palace.

## Historia
El terreno donde ahora se ubica el estadio, fue comprado en 1922, por la Compañía de Ferrocarriles de Brighton por 2570 libras. El estadio (diseñado por el arquitecto escocés Archibald Leitch) fue construido por la firma de Humphreys de Kensington (utilizada regularmente por Leitch) por alrededor de 30 000 libras, y fue inaugurado oficialmente por el alcalde de Londres el 30 de agosto de 1924. En ese entonces, sólo había una tribuna en el estadio (la actual Tribuna Principal), pero esta quedó inacabada debido a la acción industrial. El Crystal Palace y el Sheffield Wednesday jugaron el primer partido, en el cual asistieron 25 000 fanes, el partido terminó siendo ganado por el Sheffield 1 por 0.
Dos años más tarde, en 1926, la selección de Inglaterra jugó un partido internacional contra Gales en el estadio. Inglaterra jugó otros partidos amateur también allí, al igual que otros deportes, como boxeo y cricket, al igual que conciertos de música (durante los años 1980). Además de esto, fue la sede de dos partidos de fútbol en los Juegos Olímpicos de 1948.

## Asistencias
La asistencia más grande al estadio se dio en 1979, cuando casi 51 000 personas asistieron al partido entre el Crystal Palace y el Burnley, el cual, el Crystal Palace ganó 2 por 0 para ser campeón de la Football League Second Division. Este récord superó al pasado impuesto en 1961, en el partido del Crystal Palace contra el Millwall, en la Fourth Division (actual Football League Two)